# 端拱
端拱（988年正月—989年）是宋太宗的第三个年号，北宋使用这个年号共两年。

## 年號含義
出自《魏書‧辛雄傳》：“端拱而四方安，刑措而兆民治。”意指君王莊嚴臨朝，清廉為政。

## 改元
- 雍熙五年——正月十七日，有詔改元端拱。[2][3][4]
- 端拱三年——正月一日，有詔改元淳化。[5][6][7]

## 紀年對照表
| 端拱 | 元年  | 二年  |
| ---- | ----- | ----- |
| 公元 | 988年 | 989年 |
| 干支 | 戊子  | 己丑  |

## 同期存在的其他政权年号
- 中國
  - 統和（983年－1012年）：契丹—遼聖宗耶律隆绪之年號
  - 廣明（986年－888年）：大理—段素英之年號
  - 明圣（889年－991年）：大理—段素英之年號
  - 天兴（986年－999年）：于闐—尉迟僧伽罗摩之年號
- 越南
  - 天福（980年－988年）：前黎朝—黎桓之年号
- 日本
  - 永延（987年－989年）：一條天皇之年号

## 深入閱讀
- 李崇智. . 北京: 中華書局. 2004年12月. ISBN 7101025129.
- 鄧洪波. . 臺北: 國立臺灣大學東亞經典與文化研究計劃. 2005年3月  [2007-05-02]. ISBN 9789860005189. （原始内容 (pdf)存档于2007-08-25）.

| 前一年號： 雍熙 | 北宋年号 | 下一年號： 淳化 |